# Philhygra varula
Philhygra varula är en skalbaggsart som först beskrevs av Thomas Casey 1911.  Philhygra varula ingår i släktet Philhygra och familjen kortvingar. Inga underarter finns listade i Catalogue of Life.